# Iconoclastia
(Lorenzo Ghiberti, Commentarî, II, 1)

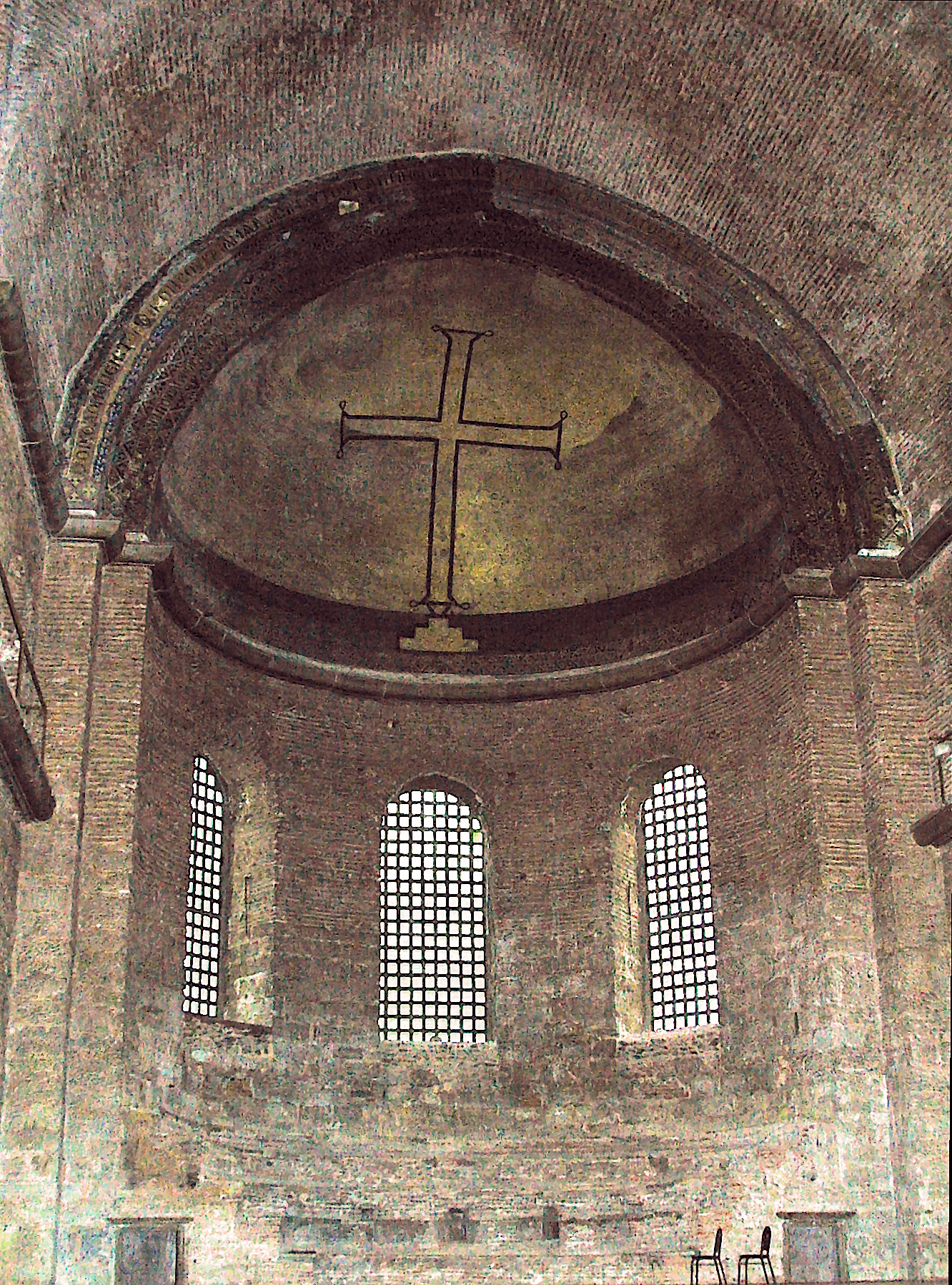
Segni dell'arte iconoclasta bizantina, nell'abside della chiesa di Santa Irene a Costantinopoli.

L'iconoclastia o iconoclasmo (dal greco εἰκών - eikòn, "immagine" e κλάω - kláō, "rompo") è stato un movimento di carattere religioso sviluppatosi nell'Impero bizantino intorno alla prima metà del secolo VIII. La base dottrinale di questo movimento fu l'affermazione che la venerazione delle icone spesso sfociasse in una forma di idolatria, detta "iconodulia". Questa convinzione provocò non solo un duro confronto dottrinario, ma anche la distruzione materiale di un gran numero di rappresentazioni religiose, compresi capolavori artistici. Sul piano politico l'iconoclastia ebbe per obiettivo di togliere ogni pretesto dottrinale al Califfo di Damasco che accusava i cristiani di idolatria – e di riportare sotto il controllo imperiale i vasti territori posseduti dai monasteri, non soggetti alle leggi imperiali (e in particolare esenti dalle tasse e dalla leva militare degli imperatori).
Il termine "iconoclastia" venne poi usato più in generale per indicare altre forme di lotta contro il culto di immagini in altre epoche e religioni o correnti religiose. Iconoclasta fu l'islam nella proibizione dell'uso dell'immagine del profeta Mohamed, così come iconoclasti furono il calvinismo e il movimento puritano sviluppatisi con la Riforma protestante in epoca più moderna, e che portarono alla distruzione di molte statue ed effigi nelle chiese e cattedrali nord-europee riformate (v. Iconoclastia protestante).
In senso figurato, l'iconoclastia indica un'opposizione spregiudicata e violenta verso le convenzioni, le ideologie e i principi comunemente accettati dalla società.

## Antichità e origini
L'iconoclastia era una pratica religiosa e politica molto diffusa già in epoche remote; nell'Antico Egitto non era affatto raro che le statue dei faraoni elevati al rango di divinità venissero distrutte dai loro successori al trono (esempio: le statue di Hatshepsut distrutte per ordine del successore Thutmose III).

### Fondamento biblico dell'iconoclastia
La questione propriamente teologica sull'utilizzo o la distruzione delle immagini religiose viene a formarsi nelle religioni abramitiche. Tutte e tre attribuiscono a Dio una trascendenza che supera i limiti dell'essere umano. Inoltre in tutti i testi sacri di queste tre religioni (Torah, Antico e Nuovo Testamento, e Corano) viene espressamente e ripetutamente vietata qualunque rappresentazione artistica dell'aspetto fisico di Dio.
"23 e hanno mutato la gloria del Dio incorruttibile in immagini simili a quelle dell'uomo corruttibile, di uccelli, di quadrupedi e di rettili.
24 Per questo Dio li ha abbandonati all'impurità, secondo i desideri dei loro cuori, in modo da disonorare i loro corpi." (Romani 1:23-24)
Altre fonti:
(Corano, sura XIV,35)
In senso contrario, in Esodo 26:1 si riporta che le tende del Tabernacolo, all'epoca di Mosè, erano ricamate con raffigurazioni di Cherubini ed altre creature angeliche. Secondo il Catechismo della Chiesa Cattolica, l'iconografia in sé è lecita, mentre la Bibbia condanna l'idolatria (cioè il culto e l'adorazione di oggetti ed immagini) e non il loro semplice uso simbolico.
Il Corano non menziona espressamente il divieto di produrre l'opera d'arte che contiene una rappresentazione figurata naturale (di Allah o delle Sue creature), ma a ciò che ne fanno i fruitori, all'adorazione delle immagini come idoli.

Il divieto di un'arte naturale invece è più volte ribadito negli ʾaḥādīth, i discorsi di Maometto ai suoi discepoli, che si ritiene che completino il messaggio di Dio con chiarimenti che solo il profeta avrebbe potuto fornire, e che secondo una corrente interpretativa sono opera umana quindi potenzialmente corrotta, dovendosi riferire al solo testo coranico.

Il divieto esprime un rifiuto a vedere l'uomo sostituire sé stesso al Creatore nel tentativo di imitare le forme naturali. Nell'atto artistico in sé, a prescindere dall'oggetto contenuto che può porsi al servizio della verità, esiste l'elemento soggettivo dell'artista e del fruitore dell'opera, dell'illusione che l'opera abbia aggiunto qualcosa alla creazione di Allah, da cui la tentazione di vantarsi e di paragonare l'uomo al Creatore: il rischio riguarda tanto l'artista che paragona sé stesso alla divinità, quanto il fruitore dell'opera che vede la capacità creativa dell'uomo e di imitazione del Creatore.

Il Corano non vieta l'arte in assoluto, ma la rappresentazione di Allah e delle creature viventi (umane o animali), mentre è consentita l'imitazione del reale per quanto attiene al regno vegetale e alle cose inanimate. L'arte islamica tiene conto di questi principi, sviluppandosi come arte stilizzata ed astratta.

## Iconoclastia nell'Impero bizantino

### Il culto delle icone, il conseguente fanatismo e le critiche
Tra il I e il II secolo, cioè agli albori della cristianità, una delle maggiori argomentazioni che affliggevano i cristiani era se fosse permesso mangiare la carne offerta agli idoli dai pagani. Paolo di Tarso, il quale aveva già partecipato al concilio di Gerusalemme, rispose a questi fedeli con la prima lettera ai Corinzi, rassicurandoli che, nel momento in cui avessero benedetto i cibi in questione nel nome di Cristo, non avrebbero commesso peccato; ad ogni modo nella stessa lettera Paolo proibisce categoricamente di adorare gli idoli e di mischiarsi alle pratiche dei pagani.
Dopo la fine dell'età apostolica e l'inizio del III secolo non ci sono state dispute o controversie riguardo alle immagini religiose, sebbene in molte chiese ci fossero già pitture parietali e simboli cristiani. Come dimostra la Tradizione Apostolica, un trattato liturgico risalente all'inizio del III secolo e attribuito ad Ippolito di Roma, considerato di estrema importanza dalla maggior parte degli storici, i cristiani non dovevano adorare nessun genere di immagini, né religiose né di qualunque altro tipo. Nel testo sono contenute anche delle prescrizioni sulle mansioni più o meno adatte alla vita cristiana, e tra quelle proibite ai cristiani ci sono il lavoro di pittore e quello di scultore (le persone che svolgevano questi ruoli venivano considerate costruttori di idoli). Ciò suggerisce che all'epoca l'iconografia cristiana non si era ancora sviluppata del tutto, o comunque non era tollerata dai cristiani osservanti. Ancor prima che venisse scritta la Tradizione Apostolica, nel II secolo Giustino, uno dei più celebri e importanti apologeti cristiani, scrisse nella sua opera Apologia Prima:
II che non solo noi riteniamo irragionevole, ma anche offensivo di Dio, il quale, dotato di gloria ed aspetto ineffabili, in questo modo darebbe nome ad oggetti corruttibili e bisognosi di cura.
E che gli artefici di tali oggetti siano dissoluti e che possiedano i vizi tutti quanti (per non annoverarli ad uno ad uno), voi lo sapete bene; corrompono anche le giovani schiave che lavorano con loro.
Quale demenza scegliere uomini dissoluti per plasmare e creare dèi da offrire alla venerazione, e porre simili guardie a custodia dei templi dove essi sono collocati, non vedendo che è scelleratezza pensare e dire che degli uomini siano custodi di dèi!
Noi invece abbiamo appreso che Dio non ha bisogno di offerte materiali da parte di uomini, dal momento che vediamo che è Lui stesso a somministrare ogni cosa; abbiamo imparato, e ne siamo convinti e crediamo, che Egli accoglie solo coloro che imitano il bene che è in Lui, cioè sapienza e giustizia e benignità, e tutto ciò che è proprio di Dio, il quale non può prendere alcun nome che Gli si imponga.»
(Giustino, Apologia Prima, cap. IX-X.)
A partire dalla seconda metà del III secolo alcuni dei più celebri ed autorevoli padri della Chiesa, come Origene Adamantio ed Eusebio di Cesarea, si schierarono contro gli iconoduli, criticando fortemente la loro pratica idolatra con i loro numerosi scritti.
Non c'è comunque da sorprendersi riguardo al fatto che i cristiani greci e romani utilizzassero immagini raffiguranti personaggi religiosi, dal momento che il paganesimo aveva caratterizzato quasi tutto il Mediterraneo per vari secoli, e quindi si spiega la presenza di enormi statue nei templi e viceversa di piccole statuine all'interno delle case, simili a quelle dei Lari e dei Penati (divinità protettrici della famiglia secondo la religione romana). Alcuni dei primi cristiani che si allontanarono dall'Impero romano per dirigersi verso Oriente, come i tommasini, che quindi non subirono l'influenza dei pagani convertiti, non facevano nessun uso di immagini religiose e nemmeno di icone, dal momento che tutto ciò veniva considerato idolatria.

Solo a partire dal IV secolo vi era stato un vero e proprio dibattito teologico sulla liceità di rappresentare Gesù e altre figure religiose. Eusebio di Cesarea in particolare considerava la costruzione di oggetti ritraenti Gesù o gli apostoli come residui della tradizione pagana dei romani e dei greci, quindi una forma d'idolatria. Altri teologi, come Basilio, favorevoli alla venerazione delle immagini, la giustificavano in base all'incarnazione di Cristo che, a parer loro, rendeva possibile la sua raffigurazione. Distinguevano, per dar corpo alle proprie opinioni, tra immagine e archetipo: nell'icona non si venerava l'oggetto stesso ma Dio. Ciò era stato evidenziato ben prima della controversia iconoclasta da Leonzio di Neapolis (morto attorno al 650). Anche Giovanni Damasceno distingueva con cura tra l'onore relativo di venerazione mostrato ai simboli materiali (proskinesis) e l'adorazione dovuta solo a Dio (latreia). Risulta evidente come i pagani convertiti al cristianesimo cercassero di utilizzare questa sorta di sincretismo religioso mischiando le tradizioni romane idolatre alla cristianità, nel tentativo, attraverso le tesi presentate dai teologi iconoduli, di ribaltare un divieto divino e di "sacralizzare" l'arte, trasformandola in uno strumento religioso; a parte queste e le successive dispute teologiche sull'adorazione o abbattimento delle immagini che caratterizzeranno l'Europa, è chiaro comunque che l'adorazione delle immagini non ha nessun fondamento religioso né biblico, anzi, come già spiegato, è proibito dalle Sacre Scritture.
Naturalmente, per la religiosità popolare, questa distinzione sfumava e l'immagine stessa finiva per diventare oggetto taumaturgico. Le icone erano utilizzate per assistere battezzandi o cresimandi in qualità di padrino, in analogia all'uso romano per cui gli atti giuridici avevano vigore solo se stipulati in presenza dell'immagine dell'imperatore. Da ciò, tuttavia, seguiva che le icone erano considerate veri e propri oggetti animati, tanto che alcuni raschiavano la vernice dei quadri e mescolavano quanto ottenuto nel vino della Santa Messa, ricercando in tal modo una comunione con il santo raffigurato. Era, insomma, corrente l'opinione secondo cui l'icona fosse effettivamente un luogo nel quale poteva agire il santo o, comunque, l'entità sacra che vi era rappresentata.
All'inizio del VI secolo gli aniconisti aumentarono di numero a causa della diffusione nell'Impero bizantino di vari monofisiti. Il leader di questi ultimi, Severo di Antiochia, rinnegava non solo l'uso di icone di Cristo, Maria e dei santi, ma anche l'immagine dello Spirito Santo sotto forma di una colomba. Anastasio il Sinaita scrisse in questo periodo varie opere in difesa delle icone, mentre Simeone Stilita il Giovane si lamentava dall'imperatore Giustiniano II per il disprezzo da parte di molti cittadini nei confronti delle immagini raffiguranti Maria e Gesù. L'iconoclastia aumentò e prolificò in varie zone dell'Europa tra il VI e il VII secolo, tant'è che nel 598 a Marsiglia il vescovo Søren ordinò la distruzione di tutte le icone all'interno della sua chiesa, poiché, a suo parere, i superstiziosi e gli ignoranti venivano apprezzati dai parrocchiani.
Papa Gregorio I nei suoi scritti loda e ammira lo zelo di molti cristiani nella distruzione delle icone, ma dall'altro lato ordina di ristabilirle, poiché secondo lui sono utili, dal punto di vista religioso, per la gente comune e per gli analfabeti in sostituzione ai libri.

### Leone III e lo scoppio dell'iconoclastia
Fin dalla fine del secolo IV, la parte orientale dell’impero romano, in seguito impero bizantino, era stata affetta da numerose eresie, che rischiavano di minare la sua stessa unità. Le più importanti tra queste erano il nestorianesimo, il monofisismo e il paulicianesimo. Quest'ultima era sorta in Armenia e in Siria nel secolo VII. Sensibili alle accuse di idolatria mosse al cristianesimo da parte dei fedeli dell'Islam, i pauliciani mossero guerra al culto delle immagini. Al movimento pauliciano finì per aderire l'imperatore bizantino Leone III Isaurico, originario di Germanicea, il quale si ritiene avesse emanato una serie di editti per eliminare il culto delle immagini sacre (iconoclastia) ormai molto diffuso nell'Impero.
Secondo le fonti, Leone III iniziò ad appoggiare gli iconoclasti per una serie di motivi: prima di tutto subì le pressioni dei vescovi iconoclasti dell'Asia Minore (primo tra tutti Costantino di Nicoleia) a favore dell'iconoclasmo; inoltre una serie di disastri naturali (ultimo dei quali un devastante maremoto nel mar Egeo) convinse l'Imperatore che essi fossero dovuti all'ira divina contro la venerazione delle icone; Teofane narra inoltre che Leone subì l'influenza di un certo Bezer, il quale era:
(Teofane, Cronaca, anno 723/724.)
Difficile comunque stabilire quanto di vero ci sia in questi resoconti, e i motivi per cui fu introdotta l'iconoclastia: secondo diversi studiosi, «non vi sono prove di contatti tra Leone e questi riformisti iconoclasti, o di ogni loro influenza nella sua tarda politica, come del resto non vi sono evidenze di influenze ebree o arabe». Anche l'autenticità della corrispondenza tra Leone e il califfo arabo Umar II riguardo ai meriti dell'Islam è dubbia. La riforma religiosa di Leone III va iscritta in una più ampia opera volta a rafforzare la stabilità dell'Impero, ai fini della quale i pauliciani rappresentavano un pericolo. Fu anche per togliere loro il pretesto di una ribellione che l'imperatore decise di assecondare le loro richieste.
Nel 726, secondo le fonti di parte iconodule, Leone III iniziò a compiere atti contro la venerazione delle sacre immagini, decidendo di distruggere un'icona religiosa raffigurante Cristo dalla porta del palazzo, la Chalkè, sostituendola con una semplice croce, insieme a un'iscrizione sotto di essa:
Scatenò così una rivolta sia nella capitale che nell'Ellade. L'esercito dell'Ellade mandò una flotta a Costantinopoli per deporre Leone e porre sul trono l'usurpatore da loro scelto, un tal Cosma. Tuttavia, durante una battaglia contro la flotta imperiale (avvenuta il 18 aprile 727), la flotta ribelle venne distrutta dal fuoco greco e l'usurpatore, catturato, venne condannato alla decapitazione.

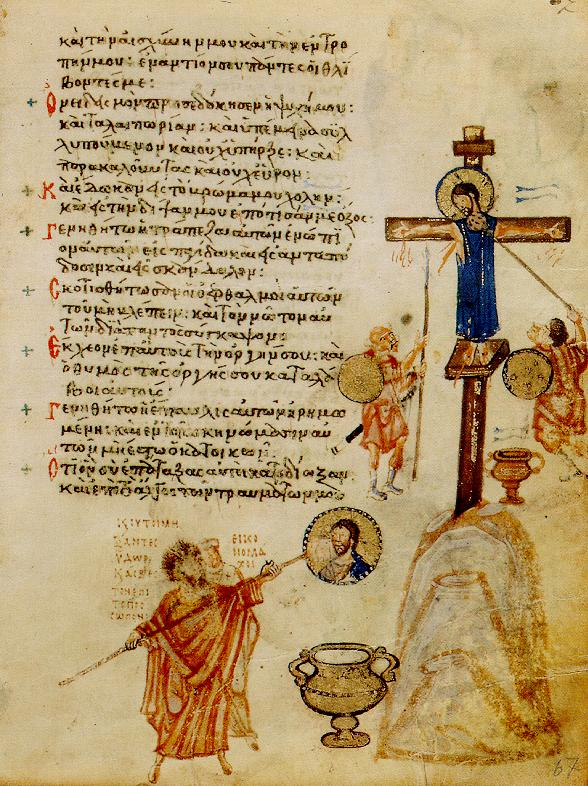
Raffigurazioni di Gesù distrutte dagli iconoclasti, miniatura del Salterio Chludov, IX secolo

Per quanto riguarda le massime cariche religiose, l'Imperatore si mosse con prudenza. Dapprima cercò di convincere il Patriarca di Costantinopoli e il Papa ad accettare l'iconoclastia. Ma tali tentativi non ebbero effetto: entrambi infatti si mostrarono contrari e quando, forse nel 727, papa Gregorio II ricevette l'ordine di vietare le icone religiose, si oppose strenuamente, ottenendo l'appoggio di buona parte delle truppe bizantine nell'Esarcato, che si rivoltarono contro l'autorità imperiale. Gli abitanti dell'Italia bizantina considerarono anche la possibilità di nominare un usurpatore e mandare una flotta a Costantinopoli per deporre l'Imperatore a loro dire eretico ma il Papa si oppose, un po' perché sperava che l'Imperatore si ravvedesse, un po' perché contava sull'aiuto dell'Imperatore per respingere i Longobardi. Le truppe bizantine fedeli all'Imperatore tentarono di deporre il Papa e di assassinarlo, ma tutti i loro tentativi non ebbero effetto a causa dell'opposizione delle truppe romane che appoggiavano il Papa. Scoppiò una rivolta anche a Ravenna, nel corso della quale venne ucciso l'esarca Paolo: nel tentativo di vendicare l'esarca, fu mandata dai Bizantini una flotta a Ravenna, che però non riuscì nell'intento, subendo anzi una completa disfatta. Venne nominato esarca Eutichio, il quale però a causa del mancato appoggio dell'esercito, non poté instaurare l'iconoclastia in Italia e fallì anche nel tentativo di assassinare il Papa. Cercando di approfittare del caos in cui si trovava l'esarcato a causa della politica iconoclastica dell'Imperatore, i Longobardi condotti dal loro re Liutprando invasero il territorio bizantino conquistando molte città dell'esarcato e della pentapoli.
Con l'editto del 730 Leone ordinò la distruzione di tutte le icone religiose. Contemporaneamente convocò un silentium (un'assemblea) a cui impose la promulgazione dell'editto. Di fronte all'insubordinazione del patriarca Germano I, contrario all'iconoclastia e che si rifiutava di promulgare l'editto se non veniva convocato prima un concilio ecumenico, Leone lo destituì e pose al suo posto un patriarca a lui fedele, il sincello Anastasio. Il decreto venne ancora una volta respinto dalla Chiesa e il nuovo papa Gregorio III nel novembre 731 riunì un Concilio di vescovi appositamente per condannarne quella che si mostrava ormai come vera e propria eresia. Al Concilio parteciparono 93 vescovi e si stabilì la scomunica per chi avesse osato distruggere le icone. Il Papa tentò di persuadere l'Imperatore ad abbandonare la sua politica iconoclastica ma i suoi vari messi non riuscirono nemmeno a raggiungere Costantinopoli perché bloccati in Sicilia prima di raggiungerla.
Come contromossa l'imperatore bizantino decise prima di inviare una flotta in Italia per reprimere ogni resistenza nella penisola, ma questa affondò; successivamente, per danneggiare gli interessi della Chiesa di Roma, confiscò le proprietà terriere della Chiesa Romana in Sicilia e Calabria, danneggiandola economicamente; decise inoltre di portare la Grecia ed il sud dell'Italia sotto l'egida del Patriarca di Costantinopoli. Tali misure non ebbero granché effetto e l'esarca non poté comunque applicare il decreto iconoclasta in Italia, anzi cercò di perseguire una politica conciliante con il Pontefice. L'Italia bizantina si trovava sempre più in difficoltà: in un anno ignoto (forse nel 732) Ravenna cadde temporaneamente in mano longobarda e solo con l'aiuto di Venezia che l'esarca poté rientrare nella capitale dell'esarcato. Nel 739/740, poi, Liutprando invase il ducato romano e si impadronì del corridoio umbro che collegava Roma con Ravenna, e fu solo per l'autorità del Pontefice che poi rinunciò a queste sue conquiste. Fu proprio in questa occasione che il ducato di Roma assunse sempre maggiore indipendenza da Bisanzio: in questo vuoto di potere, i Sommi Pontefici avocarono a sé le funzioni di governo, trascurate e mal gestite dai bizantini. 
Alcuni studi recenti hanno comunque ridimensionato le lotte contro le immagini avvenute sotto il regno di Leone III e il suo coinvolgimento nella controversia, sostenendo che Leone III non avrebbe proclamato un editto in materia religiosa, ma si sarebbe limitato a promulgare una legge politica che avrebbe proibito l'accapigliarsi sulla materia religiosa, obbligando entrambe le fazioni (a favore o contro le immagini) al silenzio in attesa di un concilio ecumenico. Secondo Haldon e Brubaker, non esistono fonti attendibili che dimostrino che Leone III abbia veramente promulgato un editto ordinante la rimozione delle sacre immagini: sembrerebbe smentire ciò la testimonianza di un pellegrino occidentale che visitò Costantinopoli e Nicea nel 727-729 senza annotare, negli scritti in cui ricorda il viaggio, alcuna persecuzione di massa o rimozioni di immagini, contraddicendo dunque le fonti iconodule; anche la lettera del patriarca Germano a Tommaso di Claudiopoli, datata dopo il supposto editto del 730, non fa un minimo accenno a persecuzioni imperiali; è possibile che l'Imperatore abbia fatto rimuovere alcune immagini, probabilmente dai luoghi più in vista, in modo da evitare una loro venerazione eccessiva, ma non vi sono evidenze che la rimozione fu sistematica; e nemmeno le monete fatte coniare dall'Imperatore danno evidenze di iconoclastia. Sembra inoltre strano che Giovanni Damasceno, in un sermone datato 750 ca. dove elenca gli imperatori eretici, non abbia inserito Leone III nell'elenco, cosa che sembra smentire l'effettiva promulgazione di un editto. I suddetti studiosi hanno messo anche in dubbio che Leone abbia veramente distrutto la Chalke nel 726, cioè l'immagine sul portone ritraente il volto di Cristo, sostituendola con una croce, considerandola alla stregua di un falso storico. E in ogni caso, secondo Speck, la sostituzione del volto di Cristo con una croce potrebbe essere motivata da ragioni diverse dall'iconoclastia come ad esempio «riportare in auge il simbolo sotto il quale Costantino il Grande ed Eraclio conquistarono, o riconquistarono, vasti territori per l'Impero bizantino, ora tristemente ridotto a causa delle incursioni germaniche, slave ed arabe». Haldon e Brubaker hanno messo anche in dubbio l'attendibilità del Liber Pontificalis e sostengono, come già altri studiosi in passato, che le rivolte in Italia, come nell'Ellade, sarebbero dovute più all'aumento della pressione fiscale che da presunte persecuzioni di iconoduli. Anche la destituzione del patriarca Germano I potrebbe essere dovuta a ragioni diverse dalla sua opposizione all'iconoclastia. Inoltre appare strano che le fonti contemporanee arabe e armene, parlando di Leone III, non facciano una minima menzione alla sua politica iconoclasta. Haldon conclude sostenendo che:
(Haldon e Brubaker, p. 155)
È possibile che gli storici successivi, ostili soprattutto a Costantino V, che appoggiò con molto più zelo del padre l'iconoclastia, abbiano successivamente diffamato tutti coloro che avessero qualche contatto con Costantino V Copronimo e che lo appoggiassero, a partire dal padre Leone III, che nella lotta contro le immagini sembra abbia assunto una posizione moderata.

### Costantino V e l'iconoclasmo: il concilio di Hieria e la lotta contro il potere monastico
Nel 741 succedette a Leone III suo figlio Costantino V, convinto iconoclasta. Nei primi anni di regno, comunque, Costantino V sembrerebbe essere stato moderato dal punto di vista religioso, non perseguitando apertamente gli iconoduli. Solo successivamente, a partire dagli anni 750, avviò una persecuzione violenta contro gli iconoduli: per ottenere una convalida dottrinale ufficiale della riforma iconoclasta, convocò un sinodo, tenutosi l'8 agosto 754 a Hieria, che condannò esplicitamente il culto delle immagini; per far sì che la decisione dei vescovi fosse favorevole alla distruzione delle icone, negli anni precedenti al concilio fece in modo di assegnare ai suoi sostenitori i seggi vescovili vacanti o ne creò di nuovi, a cui prepose prelati a lui vicini. 

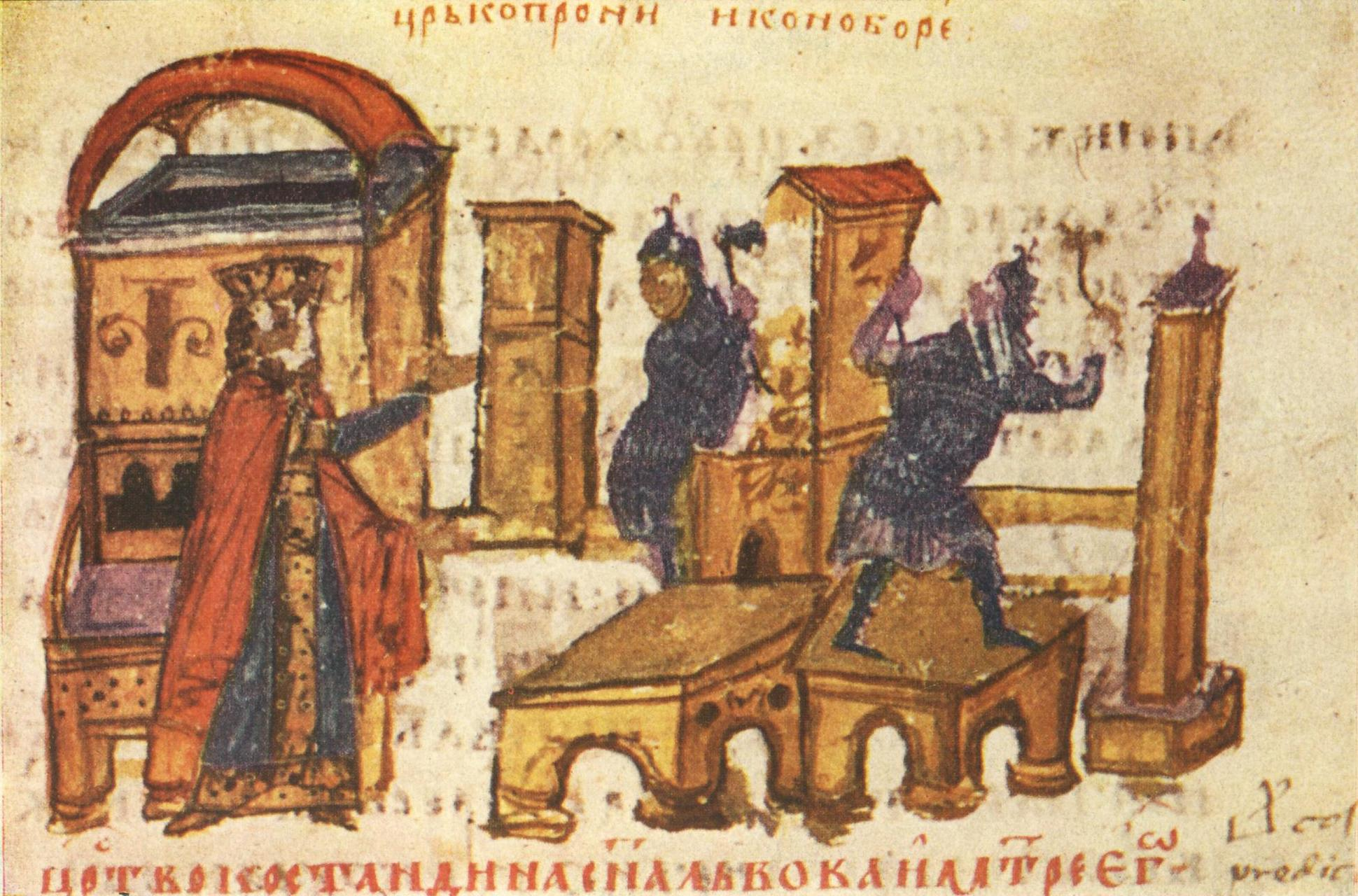
Costantino V mentre ordina la distruzione delle icone, miniatura dalla Cronaca di Costantino Manasse

Fece arrestare diversi oppositori dell'iconoclastia rendendoli inoffensivi per tutta la durata del concilio. Il concilio condannò la venerazione delle icone, in quanto si riteneva che gli iconoduli, venerando tali immagini, ricadevano sia nell'errore del monofisismo sia in quello del nestorianismo. Costantino V, filosofo neoplatonico, scrisse di suo pugno ben 13 memorie teologiche, tra cui alcune opere di argomento teologico riguardanti l'iconoclastia, dalle tendenze monofisite. L'unica attribuibile a Costantino V e redatta prima del Concilio fu quella intitolata Πεύσεις (Le questioni), che contiene il suo pensiero teologico e venne proposta dall'Imperatore ai vescovi, accorsi a Costantinopoli per prendere parte al Concilio del 754, affinché la ratificassero. Secondo lo scritto, gli adoratori delle immagini cadrebbero nell'eresia perché, dipingendo l'immagine di Cristo, rappresenterebbero solo la sua natura umana, tralasciando quella divina, errore dei Nestoriani; di conseguenza, poiché le due nature di Cristo non possono essere rappresentate insieme in un'immagine, le immagini sacre sono eretiche, vanno dunque evitate e le presenti distrutte. 
In seguito al Concilio le immagini religiose nelle chiese vennero distrutte e sostituite con altre profane, come scene di caccia e corse dei carri:
(M.F. Auzepy, p. 121.)
Anche se l'iconoclastia provocò la distruzione di opere d'arte religiose, secondo lo storico Hauser, grazie a questa eresia, si produsse «quell'effetto stimolante della produzione, che era ormai caduta in un meccanico e monotono formalismo.» Grazie all'iconoclastia, l'arte si svincolò da temi religiosi e riscoprì l'ellenismo artistico, rappresentando le scene di vita quotidiana di cui si è già detto più sopra. In Cappadocia (Turchia) vi sono numerose chiese rupestri bizantine dove si può ancora vedere come nella maggior parte dei casi i volti delle raffigurazioni sacre sulle pareti siano stati deliberatamente danneggiati in quel periodo o poco dopo, dato che l'iconoclastia proseguì in maniera più o meno violenta per numerosi anni.
Questa politica religiosa incontrò però l'opposizione di parte della popolazione e nel 766 fu scoperta una congiura a cui presero parte alcuni degli uomini più fidati di Costantino: l'Imperatore li punì duramente, ordinando la loro esecuzione. Uno dei ceti che opponevano più resistenza era quello monastico, che sotto la guida dell'abate Stefano, godeva del sostegno della popolazione; Costantino tentò di convincere l'abate ad abbandonare la resistenza ma fallì e Stefano venne massacrato dalla popolazione inferocita (765). Intorno agli anni 760 iniziò una vera e propria persecuzione nei confronti degli ordini religiosi, ovvero i monaci, in quanto si opponevano alla sua politica iconoclastica. Costantino V sfruttò infatti l'iconoclastia per combattere lo strapotere dei monaci che, da un lato, facevano mercato delle icone, rafforzando in tal modo la loro condizione economica e la loro influenza politica all'interno dell'Impero, e, dall'altro, suggestionavano le folle, sottraendo influenza alla corte imperiale. La condanna dell'iconodulia diede a Costantino V la possibilità perciò di impossessarsi del ricco patrimonio dei monasteri. Molti monasteri e possedimenti monastici vennero confiscati, chiusi e trasformate in stalle, stabilimenti termali o caserme. Uno degli uomini più fidati dell'Imperatore, lo stratego di Tracia Michele Lacanodracone, imponeva ai monaci che arrestava una scelta: o abbandonare la vita monastica e maritarsi, oppure subire l'accecamento e l'esilio. La lotta contro il ceto monastico fu attuata in tutto l'Impero e generò rivolte nelle campagne dove i monaci potevano vantare un forte sostegno. La persecuzione dei monaci fu indiscriminata e colpì anche i monaci non iconoduli: in questo modo la lotta contro le immagini si fuse con la lotta contro la potenza monastica e i suoi possedimenti, che venivano confiscati e incamerati dallo stato.

### La prima abolizione dell'iconoclastia: l'Imperatrice Irene e il concilio di Nicea

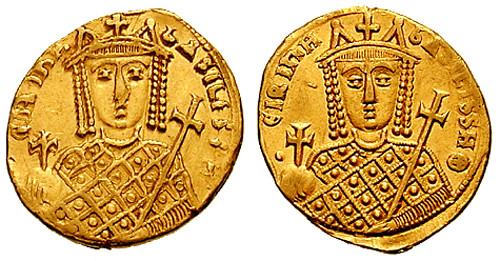
Solidi con l'effigie di Irene

Il successore di Costantino V, Leone IV (775-780), sotto l'influenza della moglie Irene, che venerava segretamente le immagini sacre, fu tollerante con gli iconoduli avviando una persecuzione contro di loro solo verso la fine del regno. La persecuzione coincise con la scoperta nella stanza dell'Imperatrice di due immagini di santi nascoste sotto il cuscino: l'Imperatrice cercò di giustificarsi di fronte al marito, ma ciò non bastò a evitarle la perdita del favore imperiale. Poco dopo, tuttavia, Leone IV morì per un malore mentre provava una corona, forse (a dire di Treadgold) avvelenato da Irene o da altri iconoduli.
Gli succedette il figlio Costantino VI (780-797), che essendo troppo giovane per regnare, fu posto sotto la reggenza della madre Irene. Nel 784 Irene diede inizio al suo piano per abolire l'iconoclastia: fece in modo che il patriarca Paolo si dimettesse (31 agosto 784) e lo sostituì con uno iconodulo e fedele a lei, Tarasio (25 dicembre 784). Appena eletto, il nuovo patriarca iniziò subito a fare i preparativi per un nuovo concilio che avrebbe condannato l'iconoclastia, che si tenne il 31 luglio 786. Tuttavia il Concilio fu sospeso per l'irruzione, nella Chiesa dove si teneva il concilio, di truppe iconoclaste che, disperdendo l'assemblea riunitosi, rese impossibile lo svolgimento del concilio. Irene non si demoralizzò e, con il pretesto di una guerra contro gli Arabi, inviò le truppe iconoclaste in Asia Minore in modo che non potessero più rovinare i suoi piani, mentre trasferì nella capitale quelle iconodule. Nel 787 dunque si tenne il settimo Concilio Ecumenico a Nicea, che condannò l'iconoclastia, affermando che le icone potevano essere venerate ma non adorate, e scomunicò gli iconoclasti, ripristinando il culto delle immagini sacre. Esso si svolse con la partecipazione di 367 vescovi (tra cui anche Giovanni Damasceno e Teodoro Studita), quando a Bisanzio era patriarca Tarasio.
Alla base della tesi del Concilio stava l'idea che l'immagine è strumento che conduce chi ne fruisce dalla materia di cui essa è composta all'idea che essa rappresenta. Si finiva, in definitiva, per riprendere l'idea di una funzione didattica delle immagini che era stata già sviluppata dai Padri della Chiesa.
La controversia sull'uso delle icone, che erano custodite e venerate sia nelle chiese che nelle case private non era un mero conflitto tra due concezioni di arte cristiana. Erano coinvolte questioni più profonde: il carattere della natura umana di Cristo, l'attitudine cristiana verso la materia, il vero significato della redenzione cristiana. Secondo gli iconoduli, infatti, la rappresentazione di Cristo è una proclamazione del dogma centrale del Cristianesimo: l'Incarnazione. L'iconoclastia, quindi, venne condannata in quanto eresia cristologica. Analogamente anche le altre icone non intendono rappresentare naturalisticamente figure sacre, ma proclamare riflessioni teologiche. Questo è il motivo per cui la produzione di icone viene espressa dal verbo greco gràphein, che significa "scrivere". Esattamente la definizione conciliare che conferma definitivamente lo statuto teologico dell'icona, recita: «Chi venera l'icona, venera in essa l'ipostasi di colui che vi è inscritto» (fonte Denzinger, 302).
La traduzione latina degli atti del concilio di Nicea che venne letta a Carlo Magno conteneva però errori di traduzione e persuase Carlo Magno che i Bizantini fossero caduti nell'errore opposto, cioè nella venerazione eccessiva delle immagini. Nei Libri Carolini dunque il re dei Franchi e dei Longobardi si scagliò contro sia contro l'iconoclastia sia contro il concilio di Nicea, essendo convinto che le immagini religiose non andassero né venerate né distrutte, come aveva sostenuto in passato Papa Gregorio Magno. Papa Adriano I cercò di convincere il re franco ad accettare il concilio di Nicea ma Carlo rimase irremovibile e anzi riuscì a convincere il pontefice a convocare un sinodo a Francoforte nel 794 in cui venne condannato, alla presenza di due inviati del Papa, il culto delle immagini che il Concilio di Nicea aveva definito il dovere di ogni cristiano.
La concessione fatta dal Papa al re franco era dovuta al fatto che egli vedesse in Carlo un alleato, mentre ormai i rapporti con i Bizantini erano ormai troppo compromessi: la parte della lettera di Papa Adriano inviata al Concilio di Nicea in cui il Papato rivendicava la giurisdizione sull'Illirico e sull'Italia meridionale, trasferite al patriarcato di Costantinopoli dagli Imperatori iconoclasti, e riaffermava il primato di Roma sul patriarca non venne proprio letta e tagliata dalla traduzione in greco. Così, a dire di Ostrogorsky, «il Papato era stato estromesso dall'Oriente, come l'Imperatore bizantino era stato estromesso dall'Occidente» e infatti il Papa decise di disconoscere l'Imperatore d'Oriente come Imperatore dei Romani, dando tale titolo a Carlo Magno nel natale dell'anno 800.

### Ristabilimento dell'iconoclastia

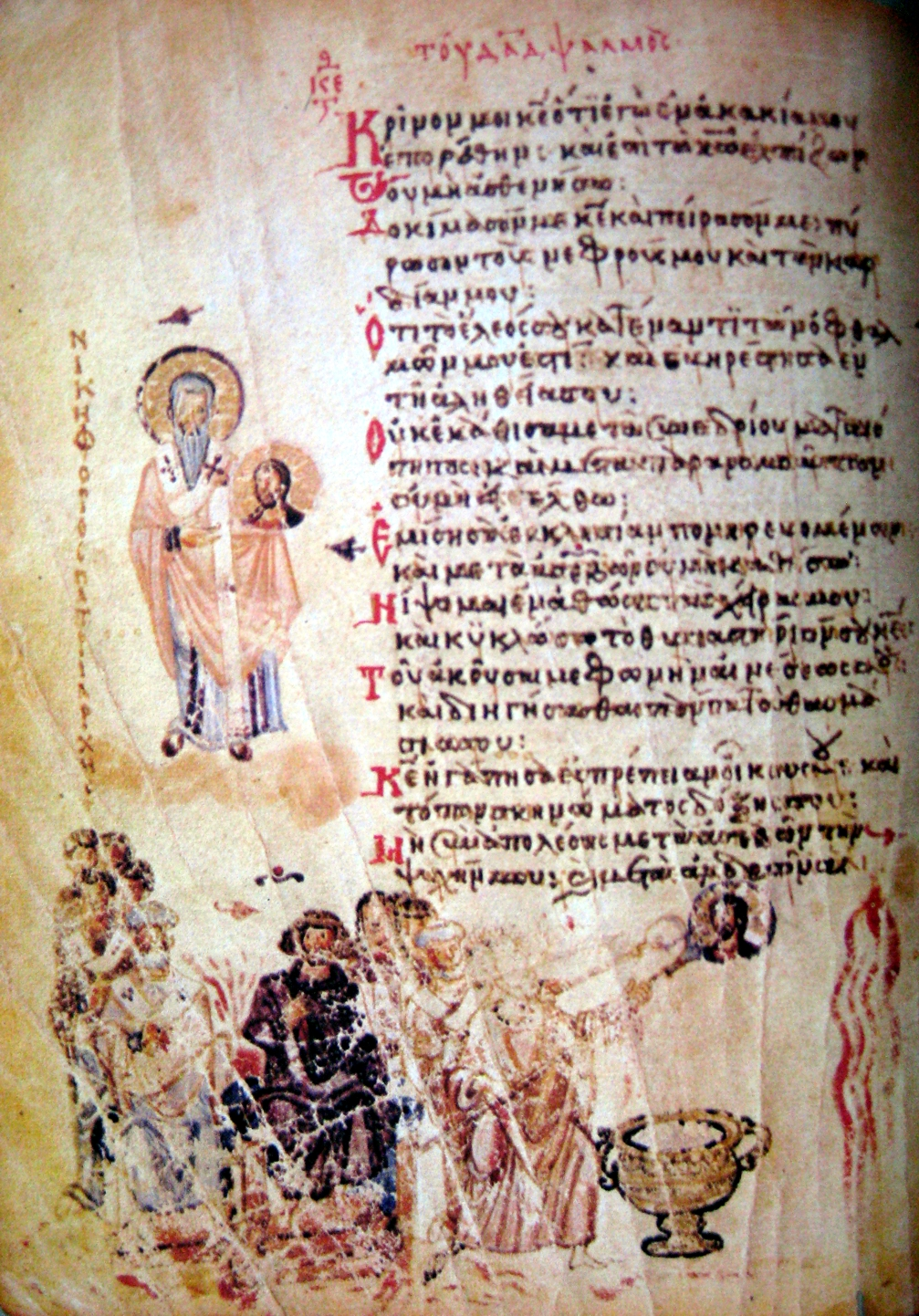
Rappresentazione della distruzione d'icone nell'815, immagine presa dal Salterio Chludov.

Nell'814, tuttavia, l'iconoclastia venne reintrodotta in tutto l'impero da Leone V l'Armeno: se la questione, 88 anni prima, fu per Leone III e Costantino V non solo religiosa ma anche politica, l'elemento strategico risulta ancor più forte per Leone, anche se la sua iconoclastia non ebbe forza paragonata a quella dell'VIII secolo, nonostante si ispirasse ad essa. A questa decisione aveva portato l'emigrazione di molti piccoli proprietari e contadini bizantini di fede iconoclasta dalle terre dell'Asia Minore appena conquistate dagli Arabi verso Costantinopoli. Ridotti in miseria, iniziarono a mostrare un certo malumore che poteva esplodere in una rivolta o peggio in una guerra civile, e ora che l'impero era di nuovo in pace, Leone non intendeva sentirsi minacciato da una possibile ribellione. Per cercare una risoluzione a questi problemi religiosi, Leone creò una commissione di ecclesiastici, presieduta dal giovane e brillante armeno, Giovanni Grammatico, futuro patriarca di Costantinopoli (836-843), a capo del movimento iconoclasta, affidando loro il compito di trovare delle motivazioni per reintrodurre l'iconoclastia, cercando riferimenti nelle sacre scritture e negli scritti dei Padri della Chiesa, eliminando quindi ciò che era stato detto nel secondo concilio di Nicea del 787.
A Pasqua dell'815, Leone fece riunire un sinodo a Santa Sofia, che aveva il compito di riapprovare il Concilio di Hieria, del 754, abolendo quindi il secondo di Nicea, per reintrodurre l'iconoclastia. Ma al sinodo non vennero convocati molti vescovi iconoduli: anche Niceforo era assente, perché si era ammalato, quindi la prima cosa che Leone fece fare, fu di far deporre il Patriarca, che intralciava i suoi progetti. Leone nominò quindi come patriarca Teodoto I Cassiteras (815-821), cortigiano di corte, parente dell'imperatore Costantino V Copronimo (741-775), che fu un convinto iconoclasta. Leone aveva ottenuto il suo obiettivo: aveva un patriarca iconoclasta al suo fianco, ma Teodoto era un inetto, non riusciva a condurre il sinodo con ordine e ci furono grandi disordini soprattutto quando vennero interrogati i vescovi iconoduli, che furono aggrediti dagli iconoclasti, picchiati e ricoperti di sputi. Riuscito a riportare la pace sull'impero, sia esterna che interna, Leone fu abbastanza moderato con gli iconoduli, facendo arrestare solo i capi del movimento degli iconoduli più accaniti, tra cui l'abate Teodoro Studita, capo degli iconoduli, che fu arrestato ben tre volte e fu infine esiliato.
Leone V fu assassinato nell'820 da Michele II, il quale, durante il suo regno (820-829), nonostante la sua simpatia dichiarata per l'iconoclastia, fu tollerante con tutte le fedi professate; si inimicò una parte della popolazione in occasione del suo secondo matrimonio con la figlia di Costantino VI, dopo che la stessa era già stata consacrata monaca, e dovette reprimere una rivolta militare a Costantinopoli che lo voleva rovesciare. D'altro canto Teofilo combatté strenuamente a favore dell'iconoclastia, compiendo persecuzioni che non risparmiarono neanche la moglie e la matrigna (Eufrosina, figlia di Costantino VI e seconda moglie di Michele II il Balbo) e i cui racconti sono così macabri che molti ne mettono in dubbio la veridicità. L'iconoclastia di Teofilo peraltro non godeva nemmeno lontanamente dell'appoggio popolare su cui si era basata in parte quella del secolo precedente sotto la dinastia isaurica. Significativo è anche il crollo immediato e senza importanti resistenze del movimento iconoclasta subito dopo la morte di Teofilo. Gli succedette il figlio Michele III, il quale, essendo in minore età, fu posto sotto la reggenza di sua madre Teodora, suo zio Sergio e il ministro Teoctisito. L'Imperatrice, contraria alla politica iconoclasta del precedente imperatore, depose il patriarca Giovanni VII Grammatico e lo sostituì con l'iconodulo Metodio I nell'843, il quale nello stesso anno condannò l'iconoclastia, ponendo fine al secondo periodo iconoclastico.

### Cronologia
Ai decreti di Leone III seguì un periodo di alterne vicende che durò poco più di un secolo, durante il quale l'iconoclastia venne alternativamente approvata o bandita. Gli anni 726-766 e 813-842 videro il predominio degli iconoclasti.
| Anno | Evento |
| ---- | --- |
| 727  | Papa Gregorio II si oppone ai decreti bizantini, anche se difende Ravenna, che rimane sede dell'Esarca fino alla rivolta iconoclasta                                                                                            |
| 730  | Leone III Isaurico decreta l'eliminazione delle icone, dando inizio (ed ufficialità) al periodo dell'iconoclastia |
| 731  | Papa Gregorio III si appella inutilmente all'imperatore Leone III e infine, nel novembre 731, scomunica gli iconoclasti |
| 754  | Costantino V convoca un concilio a Hieria di 338 vescovi (durante il pontificato di papa Stefano II), i quali accettano senza discutere le posizioni iconoclaste, formalizzando così l'assenso ufficiale della Chiesa bizantina |
| 769  | Papa Stefano III conferma, durante il concilio del 769, la pratica della devozione alle icone |
|      | Carlo Magno si oppone, insieme ai vescovi francesi, alla venerazione delle immagini |
| 786  | La basilissa Irene tenta di reintrodurre il culto delle icone indicendo un concilio, ma viene ostacolata dall'esercito, che ha prestato giuramento a Costantino V                                                               |
| 787  | Papa Adriano I induce la reggente imperatrice Irene a convocare un concilio a Nicea, che afferma che le icone possono essere venerate ma non adorate, e scomunica gli iconoclasti                                               |
| 794  | Un sinodo tenuto a Francoforte dai teologi di Carlomagno confuta punto per punto ("Libri Carolini") gli atti del concilio di Nicea, conosciuti solo tramite una traduzione maccheronica                                         |
|      | Michele I Rangabe persegue, attorno all'800, gli iconoclasti sulle frontiere settentrionali e occidentali dell'Impero bizantino                                                                                                 |
| 815  | Si tiene in Santa Sofia, a Costantinopoli, un nuovo sinodo iconoclasta |
| 843  | Papa Gregorio IV abolisce definitivamente l'iconoclastia |

### Conclusioni
L'effetto dell'iconoclastia bizantina sull'arte religiosa fu duplice: da un lato, il danneggiamento (quando non distruzione) di un grande numero di raffigurazioni sacre, ivi comprese opere d'arte e codici miniati; dall'altro, un chiarimento del significato dell'icona, che non è un racconto biblico, come, ad esempio, in molti cicli d'affresco occidentali, ma è una manifestazione pittorica di una riflessione teologica.
Il dibattito, inoltre, fece emergere un generale irrigidimento dei rapporti fra la chiesa d'Oriente e la chiesa d'Occidente, conseguenza anche di una sempre più netta separazione linguistica. La traduzione, infatti, in latino dei sofisticati documenti prodotti dai concili bizantini era spesso erronea e determinò conseguenze assurde come il rifiuto in Occidente di documenti che condannavano l'iconoclastia.
Dal punto di vista culturale, inoltre rappresenta l'inizio della supremazia della dottrina di Aristotele, rispetto a quella di Platone, nella filosofia del cristianesimo medievale avvenuta così nel mondo bizantino in anticipo rispetto alla cultura occidentale.

## Iconoclastia della Riforma protestante

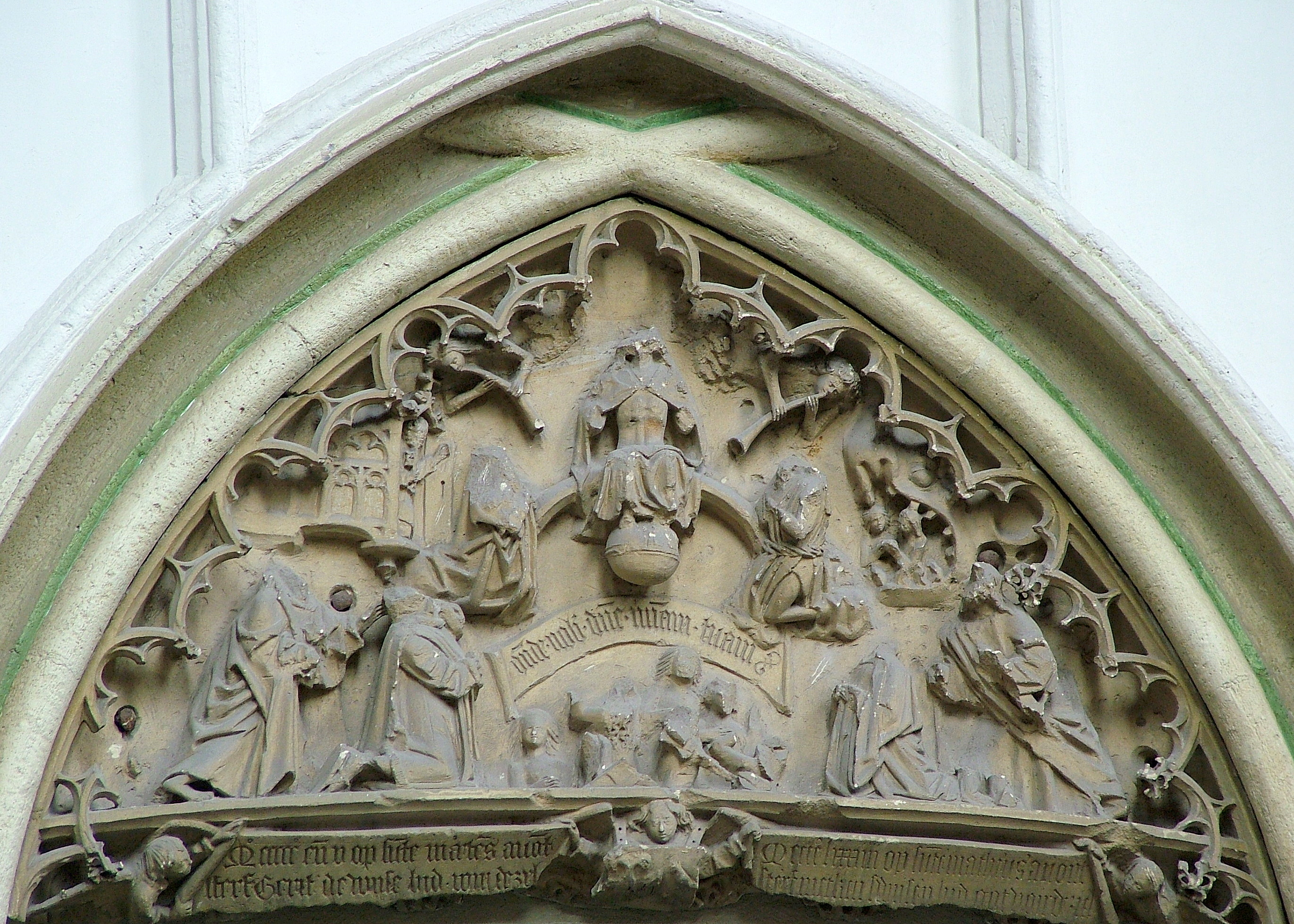
Beeldenstorm sulla chiesa di Santo Stefano a Nimega.

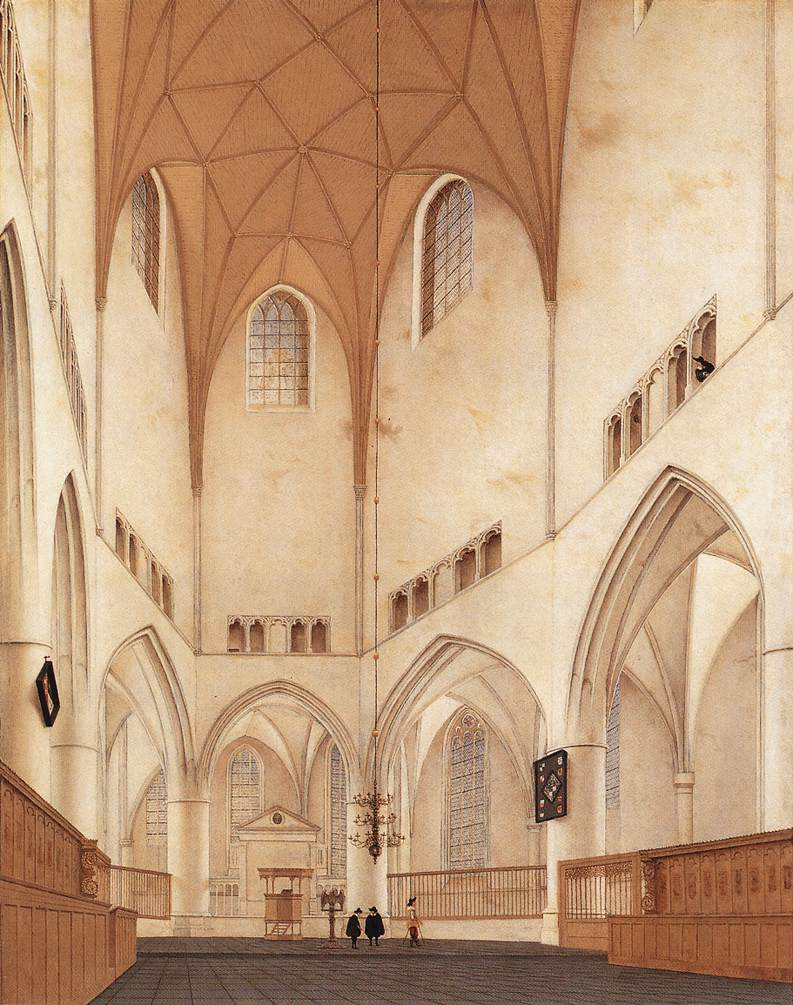
Chiesa Grande di Haarlem spogliata dai calvinisti. Dipinto di Pieter Jansz Saenredam, 1660, Worcester Art Museum.

Numerosi riformatori protestanti, fra i quali Huldrych Zwingli, Giovanni Calvino, Andrea Carlostadio e Gabriel Zwilling, incoraggiarono la distruzione delle immagini religiose appellandosi alle proibizioni del Pentateuco e ai dieci comandamenti; la venerazione delle immagini era considerata alla stregua di un'eresia pagana, una superstizione. Oggetto di tale azione furono i dipinti e le statue ritraenti santi ma anche le reliquie, le pale o retabli e i simboli. In seguito Francesco Turrettini e Teodoro di Beza rifiutarono esplicitamente la rappresentazione artistica di Cristo, facendo leva sempre sui comandamenti e sugli scritti della Chiesa antica.
Le prime distruzioni iconoclaste comparvero in Germania ed in Svizzera, soprattutto a Zurigo (1523), Copenaghen (1530), Münster (1534), Ginevra (1535), e Augusta (1537). Con la predicazione di riformatori calvinisti quali John Knox l'iconoclasmo raggiunse anche l'intera Scozia nel 1559.
La Francia non ne fu risparmiata. La grande crisi iconoclasta francese ebbe luogo durante le prime guerre di religione nel 1562. Nelle città conquistate dai protestanti, come Rouen (1560), Saintes e La Rochelle (1562), gli edifici religiosi furono sistematicamente saccheggiati e le decorazioni al loro interno distrutte. La violenza fu tale che intere chiese andarono distrutte. Monumenti prestigiosi come la basilica di San Martino a Tours o la cattedrale della Santa Croce di Orléans furono seriamente danneggiate e distrutte. L'abbazia di Jumièges, la cattedrale di San Pietro di Angoulême e la basilica di Santa Maddalena a Vézelay furono saccheggiate. 

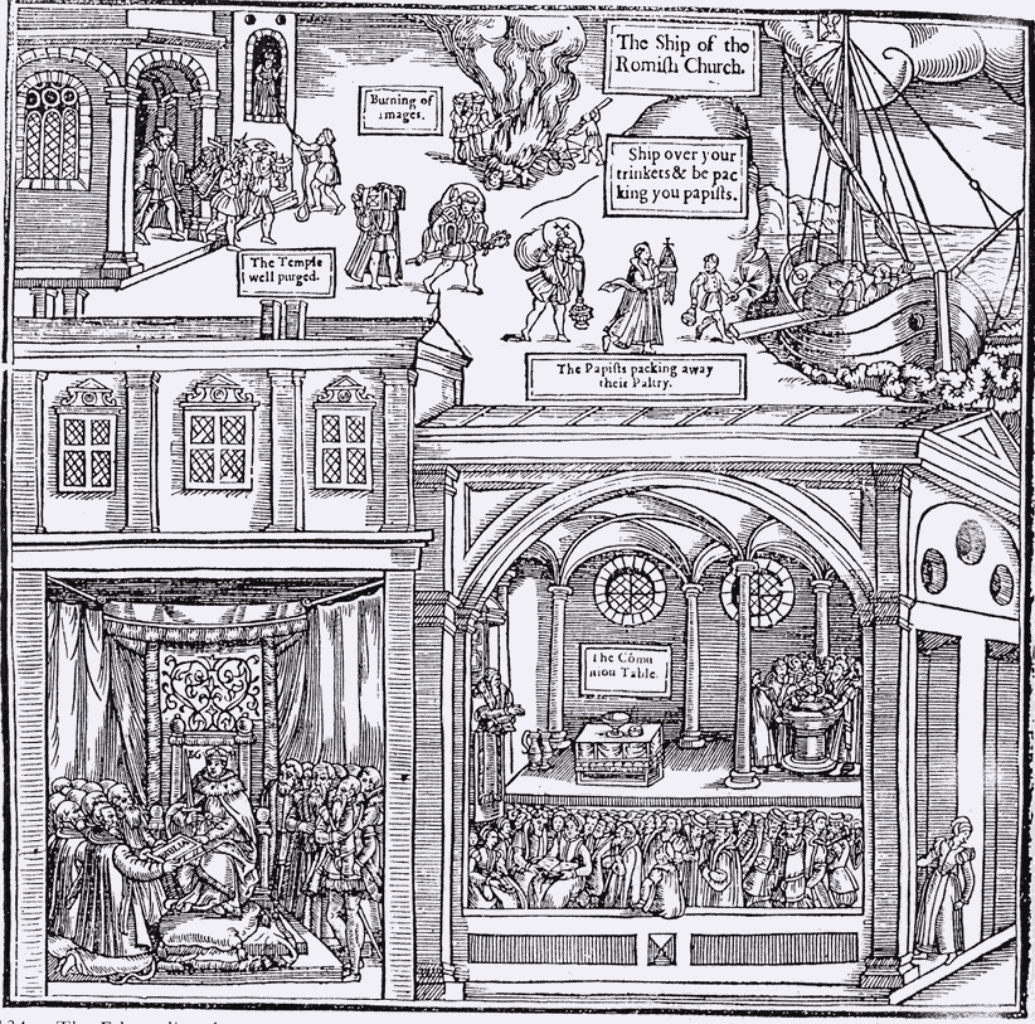
Incisione sull'iconoclasmo, 1563: in alto i papisti portano via le loro "miserie" dalla chiesa purificata; in basso i protestanti ricevono una Bibbia e un tavolo per la Comunione da Elisabetta I.

Nel 1566 furono le Fiandre e le Diciassette Province in generale a subire una grave crisi iconoclasta, la cosiddetta Beeldenstorm, iniziata ufficialmente con l'Hagenpreek, il "sermone dei campi" di Sebastiaan Matte, a cui seguì la distruzione della statua di San Lorenzo a Steenvoorde. Il movimento d'ispirazione popolare ebbe inizio a Steenvoorde e di lì si espanse, divenendo quella che fu chiamata la "rivolta degli accattoni" (révolte des gueux).
Centinaia di altri episodi iconoclasti, incluso il saccheggio del monastero di Sant'Antonio abate avvenuto dopo il sermone di Jacob de Buysere, continuarono a susseguirsi nel corso degli anni nel Nord Europa. Il Beeldenstorm, insieme con la diffusione del calvinismo in Olanda, fu una delle cause scatenanti della guerra degli ottant'anni, in cui le truppe olandesi, i protestanti e gli Ugonotti si ribellarono contro la Chiesa Cattolica mostrando il proprio valore militare.

Durante la rivoluzione inglese, che vedeva anglicani schierati contro calvinisti puritani, il vescovo anglicano Joseph Hall di Norwich descrisse un episodio iconoclasta del 1643 in cui i cittadini e le truppe puritane, incitati dai parlamentari (anch'essi puritani), iniziarono a distruggere le immagini religiose, considerate fonte di superstizione e d'idolatria. Il soldato puritano William Dowsing, incaricato dal governo di viaggiare in tutti i villaggi e le città dell'Anglia orientale per combattere l'idolatria, fornisce vari dettagli sulle immagini religiose distrutte per suo ordine tra Suffolk e Cambridgeshire: 
(W. Dowsing, Haverhill, a Suffolk, 6 gennaio 1644)
Il Retablo di Thornham Parva, conservato in una chiesa del Suffolk e risalente al 1335-40, è una delle rarissime opere d'arte sopravvissute intatte del medioevo inglese cattolico. Altre opere simili come il tramezzo della chiesa di Sant'Edmondo a Southwold, della fine del XV secolo, o il Retablo di Westminster del 1270-80, benché giunte fino a noi, recano irreparabili manomissioni provocate dalle ondate di iconoclastia che hanno caratterizzato la storia inglese.

## Iconoclastia politica
Al di fuori dei vari contesti religiosi, nella storia dell'umanità, soprattutto in periodi caratterizzati da rivoluzioni e cambi di regime, supportati sia dalle rivendicazioni del popolo che da invasioni straniere, è capitato molto spesso che le opere d'arte o i memoriali raffiguranti i sovrani o anche solo i simboli dei governi precedenti venissero distrutte dai ribelli in segno di prevaricazione. Oggi siamo di fronte ad un'impasse rappresentata dalla necessità di un pacifismo di fondo e di un ritorno al diritto iconoclasta e politico.
Questa pratica nell'Antica Roma era conosciuta come damnatio memoriae, cioè la totale obliterazione di immagini e simboli che potessero ricordare uno specifico individuo. Tuttavia in alcuni paesi, come l'Antico Egitto o la Russia imperiale, il potere politico e quello religioso erano unificati in modo tale che ancora oggi è impossibile stabilire se l'iconoclastia da parte dei rivoltosi in questi due regimi fosse focalizzata su una sola autorità o su entrambe. Alcuni esempi di iconoclastia politica sono:

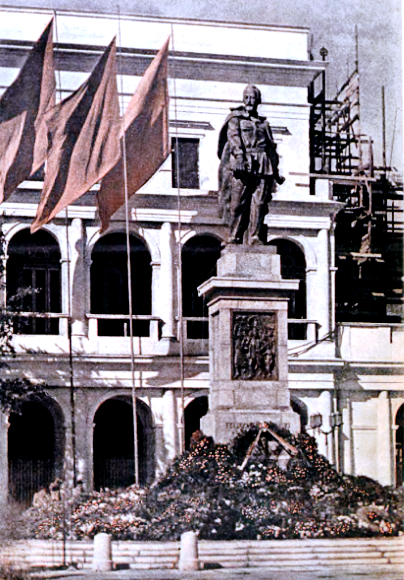
Statua di Dzeržinskij a Varsavia nel 1951; venne distrutta nel 1989.

- Distruzione di tutte le numerosissime opere d'arte raffiguranti il faraone Akhenaton, giudicato "eretico", poco dopo la sua morte.
- Molti imperatori e politici romani furono soggetti alla damnatio memoriae, come Caligola, Eliogabalo, Seiano, Geta e Domiziano.
- Distruzioni del Leone di San Marco (Leontoclastia), avvennero all'epoca della Lega di Cambrai, 1509-1517. Al grido di: "Mora San Marco con tute le forze, San Marco impicà" vennero abbattuti numerosi leoni ai confini della Repubblica.
- Durante tutto il 1797 su ordine preciso di Napoleone Buonaparte "Far abbattere in tutte le città di terraferma i Leoni di San Marco", vennero scalpellati migliaia di simboli marciani in tutto il territorio con esclusione dell'Istria; solo a Venezia i francesi distrussero qualcosa come mille leoni di pietra, scalpellandoli dai pozzi, dai ponti, dalle porte, mentre nello Stato da Tera, Istria esclusa, furono abbattuti 5.000 Leoni. L'ordinanza del 29 maggio 1797 così recitava:

“La Municipalità provvisoria di Venezia, udito il rapporto del suo Comitato di Salute Pubblica, considerato che in ogni uomo libero dee giustamente destare il più alto orrore il continuare a vivere sotto le antiche insegne della tirannia, decreta che tutti que' leoni che considerati sono come stemmi, o indicazioni del passato Governo, sieno levati da tutti i luoghi ove esistono”.
- Durante la guerra d'indipendenza americana, i Sons of Liberty rasero al suolo la statua dorata di Giorgio III del Regno Unito per poi fonderla e ricavarne dei proiettili per i loro moschetti; azioni simili furono messe in pratica dalla maggior parte delle colonie americane che combattevano per l'indipendenza.
- Durante la Rivoluzione francese, la statua di Luigi XV, situata al centro della piazza di Parigi che portava il suo nome, venne buttata giù e distrutta. Questo evento anticipò la condanna a morte per ghigliottina del successore Luigi XVI, avvenuta nello stesso luogo, rinominato dai rivoluzionari Place de la Révolution (oggi Place de la Concorde).
- La statua di Napoleone Bonaparte posta sulla colonna di Place Vendôme venne distrutta ben due volte: la prima durante la Restaurazione francese e la seconda dal governo socialista della Comune di Parigi.
- La Rivoluzione d'ottobre del 1917 portò alla distruzione di molti monumenti raffiguranti i precedenti zar, così come anche delle aquile imperiali, emblema del regime zarista; vennero abbattute anche moltissime chiese e cattedrali, le quali venivano considerate simbolo dell'Impero e della Chiesa ortodossa, giudicata ricca e corrotta dal popolo ribelle.
- Sia la Rivoluzione Xinhai del 1919 che la Rivoluzione Culturale nella Cina del 1966 vennero caratterizzate da un'ampia distruzione di opere storiche e religiose, sia collezioni private che luoghi pubblici. Solo i reperti contenuti nei musei vennero lasciati intatti.
- Dopo la prima guerra mondiale alla caduta dell'Austria-Ungheria, in Istria e Dalmazia, centinaia di Leoni marciani sono stati vittime di furore iconoclasta. Abbattere un Leone di San Marco ha significato rimuovere la memoria non soltanto della Serenissima, ma soprattutto dei residui della presenza culturale italiana. Particolarmente nota la vicenda del Leone di Traù, cittadina dalmata, fatto saltare con la dinamite da partigiani croati, nella notte tra il 1° e il 2 dicembre 1932. Episodi si ebbero anche a Zara nel 1953 dopo la fine della seconda guerra mondiale.
- Le rivoluzioni del 1989 ed il successivo collasso dell'Unione Sovietica furono seguite dalla distruzione di molte statue di Lenin e Stalin; particolarmente incisivo fu l'annullamento di due monumenti dedicati a Feliks Ėdmundovič Dzeržinskij, uno situato all'esterno del quartier generale del KGB, l'altro in una piazza di Varsavia che portava il suo nome.
- Nel 2001 i Talebani distrussero due gigantesche statue raffiguranti Buddha nella città di Bamiyan.
- Nel 2003, dopo l'invasione dell'Iraq da parte dell'esercito americano, la statua del dittatore Saddam Hussein situata in Piazza Firdos venne abbattuta e distrutta.